# Águas de Março
Águas de Março, anglicky Waters of March (v překladu „Březnové vody“) je píseň brazilského hudebníka Antonia Jobima z roku 1972. Původně byla napsána portugalsky, pak ji autor přeložil také do angličtiny. Je žánru bossa nova a vyjadřuje náladu brazilského března, který je nejdeštivějším měsícem a přináší bouře, vítr a povodně. Skoro všechny verše začínají výrazem „Je to...“ (portugalsky É ..., anglicky It's ...). Kompozice je založena na neustálém opakování sestupné chromatiky, která ilustruje padání deště a odplavování všeho pryč.
Píseň se dočkala mnoha zpracování a coververzí. Roku 2001 ji hlasování dvou stovek brazilských novinářů a umělců pasovalo na nejlepší brazilskou píseň všech dob, brazilská edice časopisu Rolling Stone ji umístila na druhé místo.
Mezi populární verze písně patří Jobimův duet s Elis Reginou, brazilskou hvězdou bossa novy. Poměrně věrně podle originálu ji nazpíval Art Garfunkel, naopak Jobimův krajan a souputník João Gilberto ji zpracoval v rychlejším a zkráceném rytmu. Už roku 1973 pořídil francouzskou verzi „Les Eaux de Mars“ písničkář Georges Moustaki.